# Wynohradne (rejon berezowski)
Wynohradne (ukr. Виноградне) – wieś na Ukrainie, w obwodzie odeskim, w rejonie berezowskim, w hromadzie Nowokalczewe. W 2001 liczyła 1187 mieszkańców, wśród których 1092 wskazało jako ojczysty język ukraiński, 84 rosyjski, 2 mołdawski, 2 rumuński, 2 bułgarski, 2 białoruski, 1 niemiecki, a 2 inny.